# Agué

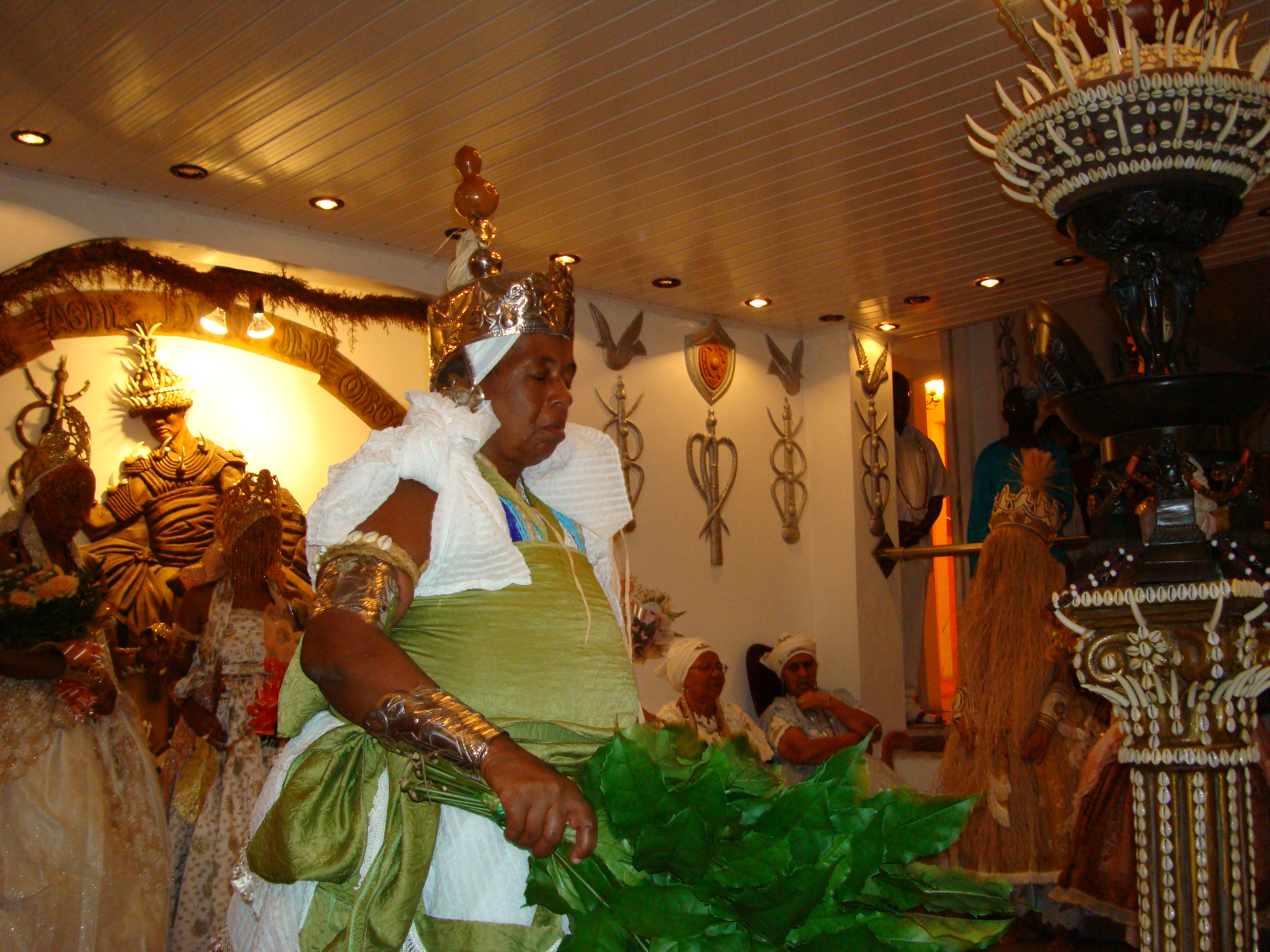
Orixá Agué. No candomblé do Ile Ase Ijino Ilu Orossi.

Agué é o vodum da caça e das florestas identificado no jogo do merindilogum pelo odu Icá e representado materialmente e imaterial pela cultura Jeje-Nago, através do assentamento sagrado denominado ibá de Agué.

## Mitologia
Na mitologia eué e fom. Ele tem uma só perna, às vezes representado também com um só braço e um só olho, e ensinou aos homens os segredos das plantas e todas as artes. Agué é também o chefe de todos os aziza, ou espíritos da floresta similares aos elfos ou gnomos das mitologias europeias.
Enquanto Gu, cujo emblema é o facão do desbravador, representa o engenho a força bruta e a ocupação de espaços pelas sociedades humanas através da destruição e domesticação da natureza, Agué, cujo emblema é o arco e flecha, encarna a inteligência e a sensibilidade do indivíduo para se adaptar à natureza. Agué possui características que o aproxima dos orixás Oxóssi mas, sobretudo, de Oçânhim.